# Haakon IV di Norvegia
Haakon IV Haakonarson di Norvegia (in Lingua norrena Hákon Hákonarson) (Norvegia, marzo o aprile 1204 – Kirkwall, 16 dicembre 1263) fu re di Norvegia dal 1217 al 1263.
È anche conosciuto come Haakon il Vecchio per distinguerlo dal suo omonimo figlio. Il suo regno durò 46 anni, risultando il più lungo di qualsiasi altro re di Norvegia prima di lui. Haakon nacque nel periodo storico delle guerre civili norvegesi, conclusesi mentre era al potere. Il suo principale rivale fu Skule Bårdsson, che aveva ricoperto il ruolo di reggente del regno quando Haakon non aveva ancora raggiunto la maggiore età. In veste di guida della fazione dei birkebeiner, Haakon IV sedò la rivolta dell'ultimo dei re bagler, Sigurd Ribbung nel 1227. Mise poi definitivamente termine alla guerra civile dopo aver ucciso Skule Bårdsson nel 1240, che l'anno prima si era autoproclamato sovrano di Norvegia. Successivamente, per evitare ulteriori conflitti di successione, nominò suo figlio in veste di co-reggente.
La parentesi al potere di Haakon coincise con l'apice di potenza raggiunto dalla Norvegia medievale e fu un'epoca d'oro. La salda reputazione che si guadagnò e la sua incredibile flotta gli permisero di rimanere in rapporti pacifici sia con lo Stato della Chiesa che con l'imperatore del Sacro Romano Impero, nonostante i conflitti che riguardavano i due. In diversi momenti gli vennero offerte la corona di imperatore del Sacro Romano Impero dal papa, la corona di alto re di Irlanda da una delegazione di monarchi irlandesi e il comando di una flotta crociata francese dal re di Francia, tutte cariche che Haakon rifiutò di rivestire. Egli contribuì all'espansione della cultura europea in Norvegia grazie sia alla traduzione di svariati testi in norreno che alla costruzione di numerosi edifici in pietra in stile continentale. In campo estero, intraprese una politica molto aggressiva che gli permise, verso la fine del suo regno, di annettere l'Islanda e la Groenlandia. Haakon morì presso le isole Ebridi, dove si era recato quando scoppiò una contesa con il re scozzese per il controllo delle stesse.

## Fonti storiche
Gran parte delle informazioni relative alla vita di Haakon IV sono state tramandate grazie alla Hákonar saga Hákonarsonar, la saga di Haakon Haakonsson, scritta negli anni immediatamente successivi alla sua morte. Fu commissionata dal figlio Magnus Haakonsson e fu scritta dallo scrittore islandese Sturla Þórðarson (nipote del famoso Snorri Sturluson, fatto uccidere da Haakon stesso).
Dopo essere entrato in conflitto con il funzionario che esercitava il potere in vece del re norvegese in Islanda, Sturla si recò in Norvegia allo scopo di riconciliarsi con re Haakon; giunto lì, scoprì che Haakon si trovava a combattere in Scozia e che a regnare al suo posto come reggente vi era in quel momento suo figlio Magnus. Dopo le iniziali diffidenze, quest'ultimo lo prese poi in simpatia per le sue doti di cantastorie, tanto da commissionargli, dopo la morte del padre, di realizzare una saga.
Essa è considerata una delle più dettagliate e affidabili tra le saghe dei re norreni, in quanto si basa sia su documenti scritti sia su testimonianze orali apprese da chi aveva conosciuto personalmente Haakon. L'opera è, tuttavia, lungi dall'essere neutrale e riserva sovente toni elogiativi nei confronti della casa di Sverre, riconoscendo il diritto di ascesa al trono di Haakon.

## Antefatti e primi anni
Dal 1130 al 1240, la Norvegia fu sconvolta da una sanguinosa guerra civile, generata soprattutto dalla poca chiarezza delle leggi di successione al trono: i figli naturali e legittimi, infatti, godevano degli stessi diritti di successione. Inoltre, a sedere sul trono potevano esserci contemporaneamente più sovrani. Con il tempo si erano affermate due fazioni (Bagler e Birkebeiner), ognuna con un proprio pretendente al trono, che controllava parti diverse della Norvegia.
Haakon nacque a Folkenborg (la moderna Eidsberg) da Inga di Varteig. Si ritiene con grande verosimiglianza che il padre fosse Haakon Sverresson (capo dei birkebeiner e re di Norvegia dal 1202 al 1204), e se così fosse Haakon andrebbe considerato un figlio illegittimo, oltre che postumo, poiché, il padre morì prima che il bambino nascesse.

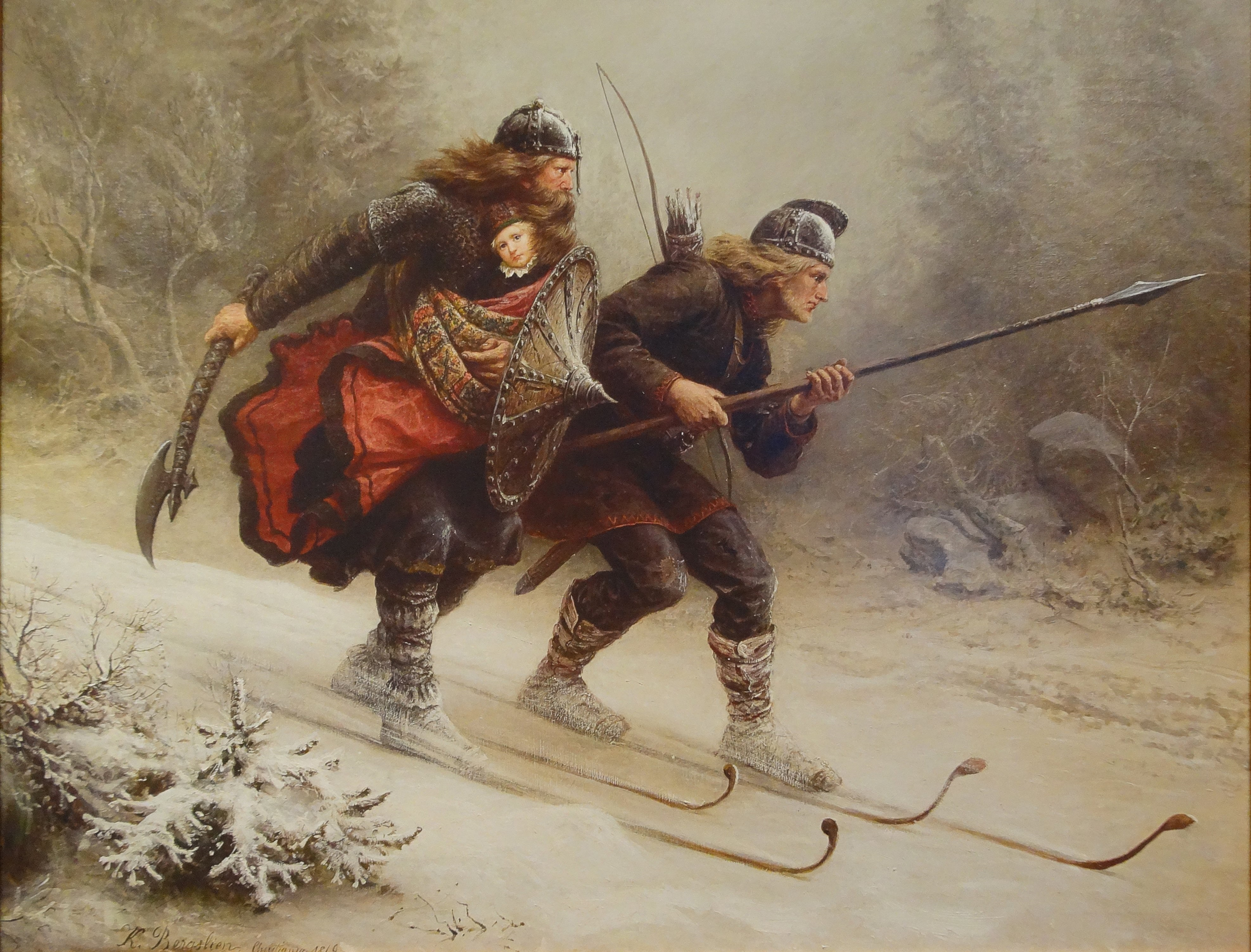
Il piccolo erede al trono viene portato in salvo dai Bagler da due guerrieri Birkebeiner sugli sci durante una tempesta di neve. Birkebeinerrennet di Knud Bergslien (1869)

Haakon nacque nel territorio controllato dalla fazione Bagler, malgrado fosse il figlio di un capo reale della fazione dei Birkebeiner. Quando nel 1206 i Bagler appresero della sua nascita, un gruppo di guerrieri birkebeiner portò in tutta fretta via il bambino con l'obiettivo di portarlo dall'allora re dei Birkebeiner Inge Bårdson. Sul loro cammino essi incontrarono una tempesta di neve e solo i due più forti guerrieri, Torstein Skevla e Skjervald Skrukka, continuarono il viaggio con gli sci, portando il bambino in braccio da Lillehammer a Østerdalen e riuscendo a portare l'erede al sicuro da Inge. Questo evento viene ancora oggi commemorato in uno degli eventi più importanti della Norvegia, il cosiddetto Birkebeinerrennet, una gara di sci. La vicenda del salvataggio del piccolo erede al trono è stata raccontata nel film del 2016 The Last King del regista Nils Gaup, di produzione norvegese.
Nella saga di Þórðarson Haakon viene descritto come un ragazzo acuto e brillante. All'età di tre anni fu catturato dai bagler, ma si rifiutò di riconoscere quale suo "signore" Philip Simonsson (re dei bagler), uscendo comunque illeso dalla prigionia. Nel 1212, all'età di otto anni, venne a sapere che il re Inge e suo fratello, il conte Haakon il Pazzo (sotto la cui tutela visse per alcuni anni lo stesso Haakon), si erano messi d'accordo per la successione al trono, esautorandolo. Haakon affermò in quel contesto che il patto non fosse valido, poiché statuito senza la presenza di un rappresentante del bambino. Successivamente, affermò che come suoi rappresentanti vi erano «Dio e sant'Olaf». Haakon fu uno dei primi re norvegesi ad avere studiato, poiché, dato il crescente utilizzo di messaggi scritti, occorreva poter contare su sovrani letterati. In principio, nel periodo in cui visse con Haakon il Pazzo, studiò all Scuola della Cattedrale di Bergen, dopodiché, sotto la tutela del re Inge. Infine, a seguito della morte del conte nel 1214, studiò presso la Scuola della Cattedrale di Trondheim. Per tre anni visse assieme a Guttorm, il figlio di Inge, ricevendo la stessa formazione.

## Regno

### La successione al trono
Alla morte del re Inge, nel 1217, nacquero numerose dispute riguardo a chi dovesse essere il suo successore al trono. Oltre ad Haakon, il quale si era guadagnato il supporto della maggioranza dei birkebeiner e dei veterani che avevano servito suo padre e suo nonno Sverre, i candidati erano il figlio illegittimo del re Inge Guttorm, il fratellastro di Inge il Conte Skule Bårdsson, che aveva l'appoggio della guardia reale e dell'Arcivescovo di Nidaros, e il figlio di Haakon il Pazzo, fratello di Inge, Knut Haakonsson.
Grazie al supporto ottenuto nelle regioni di Trøndelag e Vestlandet, venne dichiarato re presso la thing di Øreting nel giugno del 1217 e, nello stesso anno, anche in altre località della Norvegia occidentale. Nonostante inizialmente gli uomini di Skule avessero avanzato dei dubbi relativi alle nobili origini di Haakon, abbandonarono più tardi le proprie riserve riguardo alla sua candidatura. Per evitare che la fazione dei birkebeiner si dividesse in due, Skule venne nominato reggente del regno fino a quando Haakon non avesse raggiunto la maggiore età.
In relazione alla controversia per l'elezione reale, la madre di Haakon, Inga, dovette dimostrare la discendenza del figlio attraverso un'ordalia avvenuta a Bergen nel 1218. Il risultato dell'ordalia rafforzò il suo diritto di comando e migliorò i suoi rapporti con la chiesa. Skule e Haakon si allontanarono sempre di più e, dopo il 1220, Skule si concentrò maggiormente sul governo sella Norvegia orientale, su cui aveva ottenuto dal 1218 il diritto a governare. Tra il 1221 e il 1223, sia Skule che Haakon si presentavano tramite i propri emissari all'estero come sovrani di Norvegia. Nel 1223 si tenne a Bergen un incontro tra tutti i vescovi, conti, lendmenn e altri uomini di spicco inerenti al diritto di Haakon al trono. Tra i presenti si trovavano tutti i contendenti alla corona sopraccitati; la pressoché unanime decisione dell'assemblea fu quella di confermare Haakon come unico re della Norvegia all'età di diciannove anni. Il sostegno che più di ogni altro gli permise di prevalere fu quello ricevuto dalla Chiesa, malgrado fosse un figlio illegittimo. Tuttavia, la dispensa del pontefice per la sua incoronazione venne acquisita solo nel 1247.
Nel frattempo nel 1217 morì Philip Simonsson, l'ultimo re Bagler. Una rapida manovra politica e militare da parte di Skule Bårdsson portò alla riconciliazione tra birkebeiner e Bagler e alla riunificazione del regno. Tuttavia, alcuni elementi scontenti tra le file dei bagler trovarono un nuovo candidato alla corona, Sigurd Ribbung, e scatenarono una nuova rivolta. Quest'ultima coinvolse soltanto la Norvegia orientale e non riuscì neanche a coinvolgere territori storicamente di tradizione bagler, come la regione di Oppland e i dintorni di Oslo. Nel 1223, pochi mesi prima dell'incontro di Bergen, Ribbung venne sconfitto da Skule e fatto prigioniero.

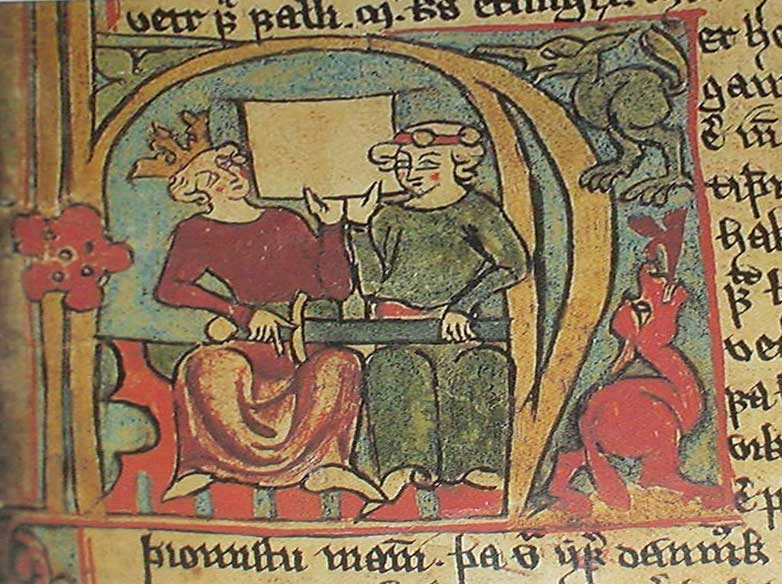
Miniatura di Haakon IV Haakonsson detto il Vecchio assieme a Skule Bårdsson, dal Flateyjarbók, 1380 circa

Nel 1224 Skule ottenne il diritto a governare anche sulla Norvegia settentrionale oltre che su quella orientale, e quindi su due terzi del regno. Nel frattempo, Ribbung era riuscito a scappare dalla custodia di Skule e, poiché Skule era il nuovo protettore dell'est, Haakon lo lasciò combattere la minaccia della ribellione di Ribbung da solo. Tuttavia, Skule rimase passivo e allora Haakon fu costretto a prendere il comando militare e a combattere in modo spietato la rivolta. Fu così che un'armata venne condotta in Värmland, in Svezia, per punire gli abitanti che avevano aiutato Ribbung. Nel 1226 Ribbung morì e nel 1227 si arresero anche gli ultimi insorti comandati dal figlio di Haakon il Pazzo, Knut Haakonsson.
Nel 1219 i consiglieri di Haakon avevano suggerito per tentare una riconciliazione di combinare le nozze tra il re e la figlia di Skule, Margrét Skúladóttir, appartenente alla dinastia di Godwin. Haakon aveva acconsentito, ma a causa della guerra con Sigurd Ribbung il matrimonio si celebrò solo nel 1225. I rapporti tra Haakon e Skule si deteriorano sempre di più dopo il 1230 e i tentativi di riappacificazione del 1233 e del 1236 contribuirono soltanto a peggiorare la situazione. Secondo la saga di Sturla, i due, periodicamente, si riconciliavano e trascorrevano molto tempo assieme, salvo poi vedere la loro amicizia di nuovo incrinarsi a causa di intrighi e voci sparse da uomini che tramavano alle loro spalle perché si contrastassero.
Nel 1239 la loro ostilità sfociò in aperta battaglia dopo che Skule Bårdsson si autoproclamò re. Tuttavia, nonostante egli godesse del necessario supporto nelle regioni di Trøndelag, Opplandene e nel Viken orientale, non poté resistere alla forza militare di Haakon. La rivolta si concluse dopo la morte di Skule, nel 1240, lasciando Haakon come unico e incontrastato re di Norvegia. È in quell'anno che viene solitamente fatta coincidere la fine dell'era delle guerre civili norvegesi.

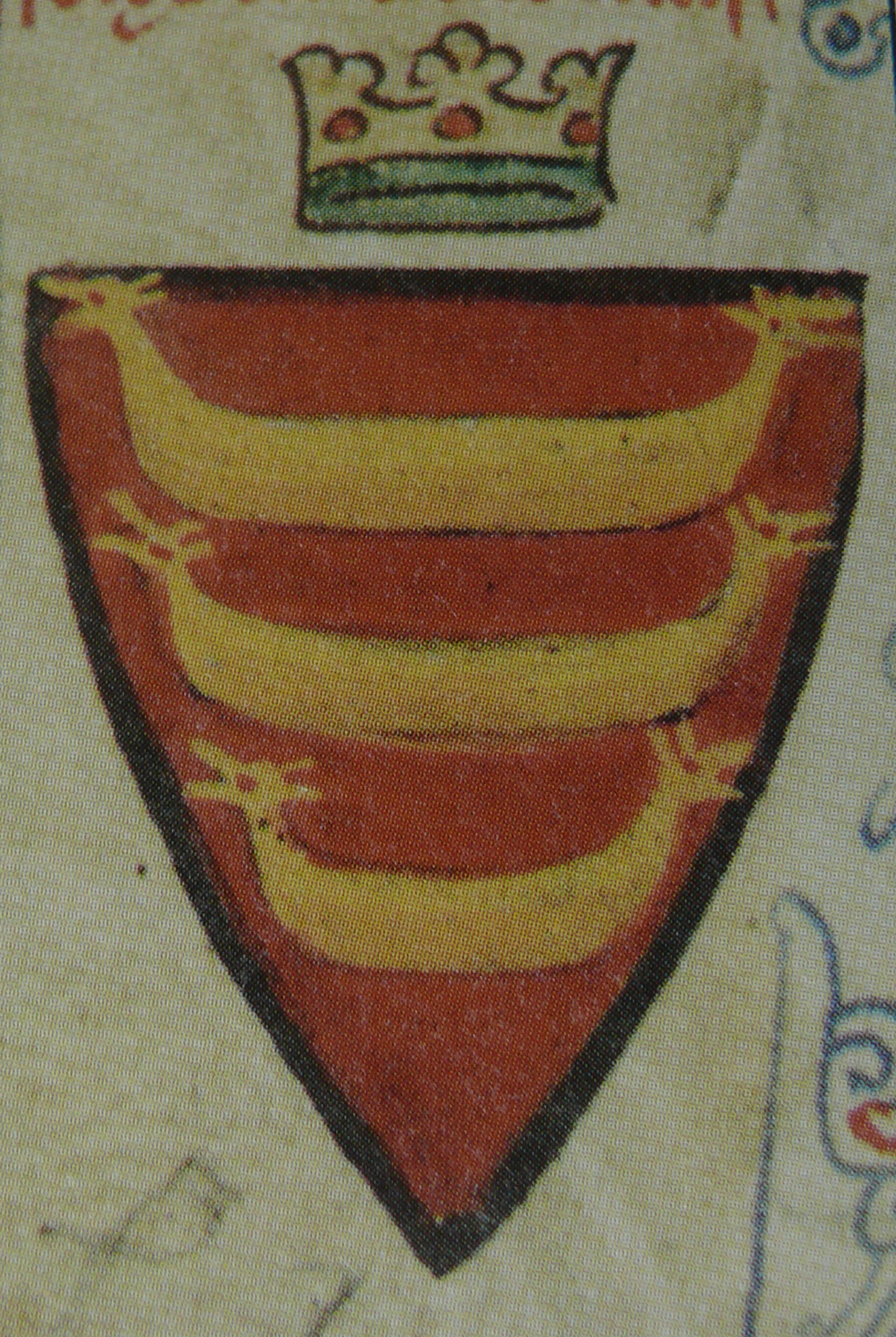
Stemma di Haakon IV al momento della sua incoronazione nel 1247 secondo quanto scritto da Matteo Paris nelle Chronica Majora.

### I rapporti con la chiesa
Nonostante inizialmente il mondo ecclesiastico non aveva approvato Haakon come legittimo re di Norvegia, dopo la riunione di Bergen del 1223 venne ampiamente riconosciuto dalla chiesa norvegese il suo diritto a governare, sebbene si verificarono in seguito dei contrasti. Come detto, nel 1240, Haakon era diventato il re indiscusso della Norvegia ma, nonostante ciò, doveva ancora ricevere l'approvazione papale, la quale non era ancora giunta poiché egli era figlio illegittimo di Haakon III. Con il passare del tempo crebbe il desiderio da parte sua di essere accettato appieno come re da parte della Chiesa e dell'Europa. Numerose commissioni papali furono mandate a investigare la questione della discendenza di Haakon e, nel frattempo, il re aveva designato il suo figlio legittimo Haakon il Giovane come erede al trono ufficiale, nonostante avesse un figlio naturale più vecchio di quello legittimo. Infatti, egli aveva avuto due figli dalla sua amante, Kanga la giovane, prima del matrimonio con Margrete, ma concesse solo ai figli avuti dalla moglie il diritto a governare per ingraziarsi, così facendo, il papa. Le disposizioni del diritto cattolico sulla legittimità divennero per la prima volta attive in Norvegia. Tuttavia, fu previsto che, eccezionalmente, qualora non vi fossero stati figli legittimi, il comando sarebbe passato a quelli naturali, contrariamente alla dottrina cattolica. A dispetto di questa piccola variazione, Haakon fu capace di allentare il peso politico della Chiesa, concedendole al contempo però grande libertà decisionale e sulla società rurale.
Haakon cercò inoltre di rafforzare il suo legame con il papato, spargendo voce della volontà da parte sua di partecipare a una crociata. Nel 1241 convogliò queste voci nella lotta contro alcune popolazioni pagane originarie della Carelia, i Bjarmiani, che, in fuga dai mongoli erano giunti nel nord della Norvegia. Il re da un lato concesse loro dei territori, dall'altro iniziò un processo di cristianizzazione di questa popolazione. Nel 1248 Luigi IX di Francia propose ad Haakon (chiedendo a Matteo Paris di fungere da messaggero) di unirsi a una crociata da lui organizzata come comandante della flotta, ma il re rifiutò. Nel frattempo egli aveva infatti ottenuto l'approvazione del nuovo papa Innocenzo IV che, contrariamente a quando fatto dal suo predecessore (Gregorio IX) considerò da subito legittima l'autorità di Haakon. Innocenzo IV credeva infatti che un'alleanza con il re di Norvegia avrebbe limitato all'espansione del Sacro Romano Impero. Nel 1246 Haakon ricevette quindi l'approvazione papale e, nel 1247, venne incoronato re a Bergen dal cardinale Guglielmo di Modena.

### Politica interna e influenze culturali

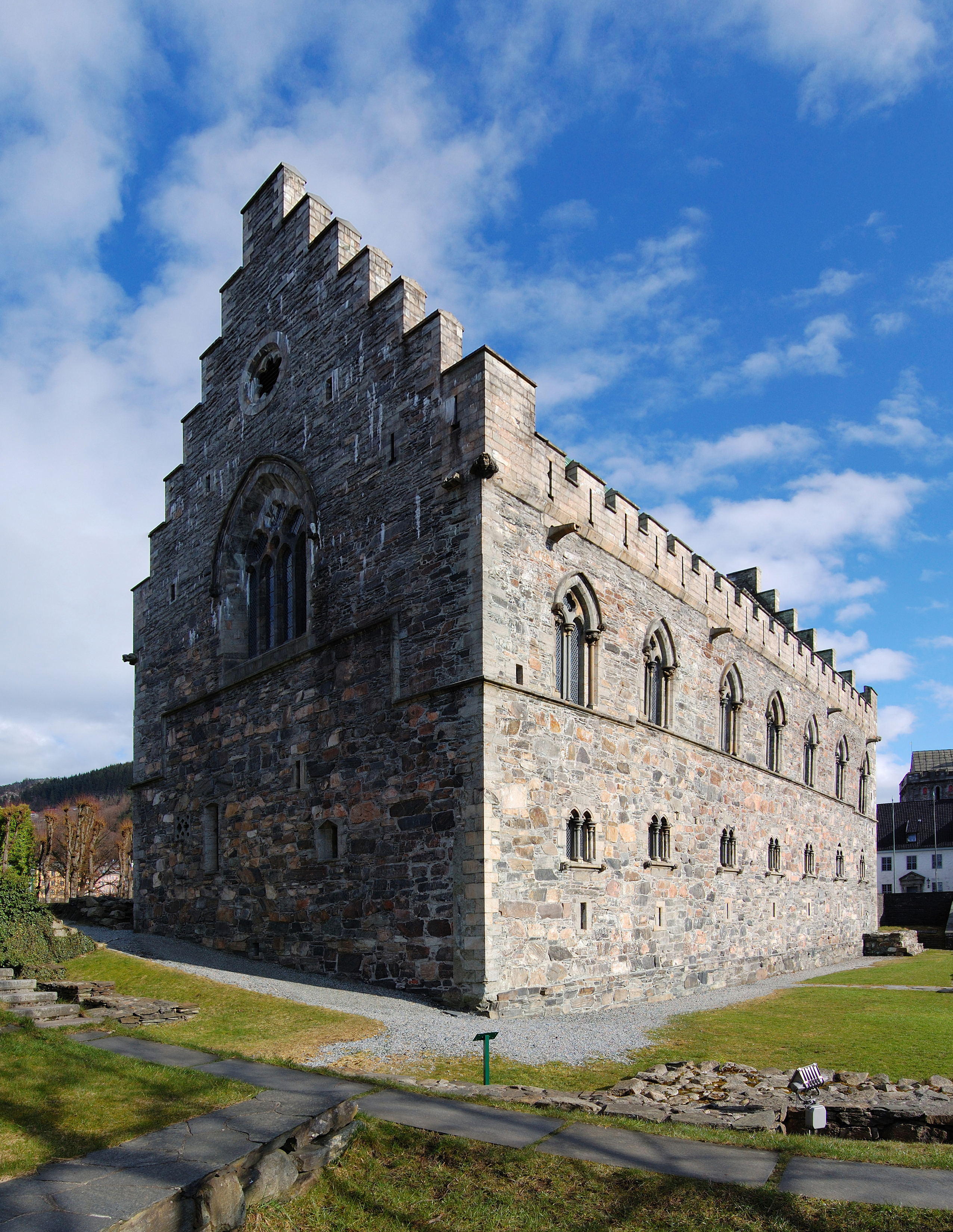
La Haakonshallen ("Sala di Hakon"), parte dell'edificio reale di Bergenhus, costruita da Haakon IV tra 1240 e 1250 a Bergen

Una volta consolidato il potere dopo il 1240, Haakon si concentrò sull'obiettivo di dimostrare la supremazia della corona, influenzato dalla cultura nobiliare europea con la quale si avevano sempre più contatti. Iniziò dunque a costruire monumentali edifici reali, tra cui la fortezza di Bergenhus a Bergen, realizzata in pietra con uno stile europeo. Ricorse inoltre a grandi flotte munite di vessilli reali quando si incontrava con gli altri comandanti scandinavi, e scriveva lettere e inviava doni ai re e ai comandanti di tutta Europa. Egli giunse persino a stringere contatti con il lontano sultano di Tunisi, a cui mandò un girifalco in regalo.
La corte reale a Bergen iniziò poi a importare e a far tradurre i libri della letteratura europea, che vennero letti per la prima volta in Norvegia. Tra le più importanti vi furono la Canzone di gesta di Carlomagno (il Ciclo carolingio) e le storie di Re Artù (il Ciclo arturiano o Materia di Britannia). Il primo testo in assoluto a essere stato tradotto in lingua norrena fu, nel 1226, la storia romantica del ciclo arturiano di Tristano e Isotta, su ordine del neo-sposino Haakon. Egli fece anche tradurre il Visio Tnugdali in norreno con il nome di Duggals leiðsla. La letteratura divenne accessibile anche per le donne; sia la moglie Margrete che la figlia Kristina possedevano preziosi e finemente illustrati salteri.
Haakon introdusse attorno al 1260 anche una riforma giudiziaria che fu cruciale per il futuro sviluppo giuridico del regno. Ciò sostituì definitivamente il vecchio assetto, basato soprattutto sulla vendetta personale. L'influenza di questa riforma si riscontra anche nel Konungs skuggsjá ("Lo specchio del Re"), un testo a fini educativi scritto da Haakon per suo figlio Magnus assieme alla corte reale intorno al 1255.

### Politica estera
Fin dall'inizio, i rapporti con la Svezia e la Danimarca furono molto tesi. Nel suo periodo di reggenza Skula Bårdsson aveva cercato l'amicizia di Valdemaro II di Danimarca, ma ogni sforzo divenne vano dopo che il re danese imprigionò uno dei vassalli della corona. Dal momento in cui la Danimarca volle il controllo sulla Norvegia e iniziò ad appoggiare la fazione dei Guelfi nella lotta tra papato e imperatore del Sacro Romano Impero (i guelfi erano dalla parte del papa), Haakon iniziò a stringere rapporti con la fazione dei ghibellini e con l'imperatore Federico II, il quale spedì degli ambasciatori in Norvegia. Poiché Haakon si guadagnò grande rispetto, grazie alla potenza militare della flotta norvegese, numerosi comandanti europei desideravano ingraziarsi il sovrano e, nonostante la rivalità tra il papa e l'imperatore, riuscì a mantenere buoni rapporti con entrambi. Gli venne anche addirittura offerto il comando del Sacro Romano Impero e il titolo di imperatore dal pontefice, ma Haakon rifiutò. Si suppone che egli fosse restio ad allontanarsi dalla Norvegia a causa della minaccia dei mongoli.

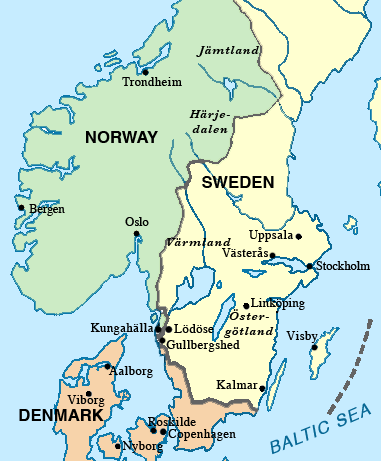
I confini dei tre regni scandinavi attorno al 1250

Haakon perseguì una politica estera a tutto tondo, sebbene maggiormente verso ovest e verso sud-est. Verso nord-est i rapporti con la Repubblica di Novgorod erano tesi, a causa della tassazione delle popolazioni Sami. Alla fine però, la minaccia mongola spinse il principe Alexander Nevskij a concedere alla Norvegia un maggior potere sulle regioni di Troms e Finnmark. Grazie alla presenza della flotta nei mari a sud della Svezia e nel Mar Baltico, la Norvegia fece sempre più affidamento sul grano importato dalla Città libera di Lubecca. Tale tendenza si arrestò momentaneamente poco prima del 1250, quando alcune navi norvegesi furono saccheggiate nel Mare di Danimarca da navi provenienti da Lubecca. Dopo alcuni anni di tensione Haakon strinse nuovamente un accordo di pace con la città di Lubecca. Ciò permise anche alla città di Bergen di entrare a far parte della Lega Anseatica, un'alleanza commerciale tra le più importanti città portuali del Mar Baltico. Durante gli anni di conflitto con Lubecca, il comando della stessa venne offerto ad Haakon dall'Imperatore Federico II. In ogni caso, le strategie di Haakon nella Germania del nord erano tutte mirate allo sfruttare i tumulti interni al Regno di Danimarca scoppiati dopo la morte del re Valdemaro II nel 1241.
In Scandinavia Haakon si incontrò numerose volte tra 1240 e 1260 con i vicini regnanti e comandanti presso l'area di confine di Elven (oggi approssimativamente la provincia di Bohuslän, in Svezia). Egli si recava a questi incontri con enormi flotte, tanto che si è stimato che la flotta di Haakon arrivasse a contate 300 navi. Haakon cercò di espandere il suo regno a sud di Elven, verso la provincia danese di Halland. Cercò quindi di allearsi con i regnanti di Svezia, poiché essi erano parenti degli oppositori al trono in Danimarca. Haakon organizzò, nel 1249, con il conte Birger Magnusson l'invasione da parte di Norvegia e Svezia rispettivamente delle province danesi di Halland e Scania, ma poi la Svezia si rifiutò. Ciò portò lo stesso alla firma di un trattato di pace tra i due regni scandinavi (trattato di Lödöse), ai sensi della quale, da quel momento in avanti, a garanzia della stessa sarebbe stato organizzato il matrimonio tra il figlio maggiore di Haakon, Haakon il giovane, e la figlia del conte Birger, Rikissa Birgersdotter. Haakon occupò comunque nel 1256 la provincia danese dell'Halland, con il pretesto di ottenere una compensazione per le navi norvegesi saccheggiate nei mari vicino alla Danimarca (come accennato nel paragrafo precedente). Dovette comunque rinunciarvi a seguito dell'accordo, nel 1257, con Cristoforo I di Danimarca. Successivamente Haakon organizzò anche il matrimonio tra Magnus, il suo unico figlio rimasto (Haakon il giovane era infatti morto per malattia nel 1257), e Ingeborg di Danimarca figlia del precedente re danese Eric IV di Danimarca.
Haakon ebbe ottimi rapporti anche con Alfonso X di Castiglia, che fu per un breve periodo un potenziale candidato per il comando del Sacro Romano Impero. L'alleanza tra la Norvegia e la Castiglia nasceva dal desiderio di Alfonso di utilizzare la flotta norvegese in una campagna militare contro il Marocco. Haakon non rifiutò perché le voci di una possibile crociata favorivano il suo progetto di far legittimare la sua sovranità dal Papato. Nel 1225 mandò un suo ambasciatore in Castiglia, e l'ambasciatore castigliano inviato da Alfonso propose al re norvegese «il più saldo patto di amicizia» tra i due regni. A garanzia di ciò acconsentì al futuro matrimonio tra la figlia Christina (da poco nata) e uno dei fratelli di Alfonso. La morte prematura della bambina fece, però, concludere anzitempo il patto e il progetto di una possibile crociata si dissolse nel nulla.

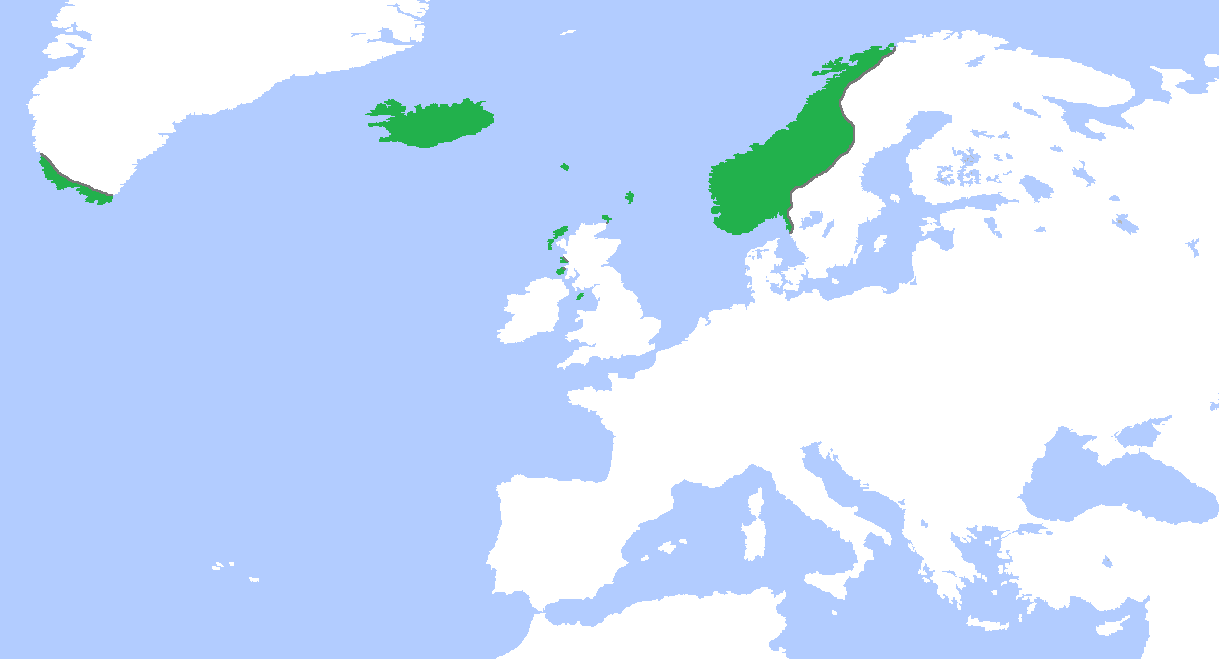
La Norvegia, con Re Haakon IV raggiunse la più grande estensione territoriale di sempre.

Haakon intraprese nel corso del suo regno un'insistente politica di espansione territoriale verso occidente. Questa politica era strettamente legata all'alleanza con il re d'Inghilterra, con il quale strinse i primi trattati commerciali nella storia della Norvegia tra il 1217 e il 1223. L'amicizia con Enrico III d'Inghilterra costituì una pietra miliare della politica estera di Haakon. Essi diventarono re più o meno nello stesso periodo e nel 1224 Haakon scrisse a Enrico una lettera dove affermò di voler mantenere l'amicizia che aveva legato i loro padri. Haakon riuscì a mantenere la sovranità norvegese sulle isole occidentali, ovvero le Ebridi e l'Isola di Man (attraverso il Regno di Man e delle isole), le Shetland, le Orcadi (attraverso la contea delle Orcadi) e le isole Fær Øer. Inoltre, nel 1261 la comunità norvegese in Groenlandia decise di sottomettersi al re norvegese e nel 1262, quando l'Islanda fece altrettanto a causa di problemi di politica interna, Håkon realizzò una delle sue ambizioni: estendere il regno di Norvegia oltre quelli che erano sempre stati i suoi abituali confini. Alla fine del regno di Haakon, la Norvegia raggiunse la sua più grande estensione territoriale e l'apice della potenza sia commerciale che militare.

### Spedizione in Scozia e morte
Il controllo norvegese sulle Fær Øer e sulle Shetland appariva molto saldo, anche grazie all'importanza di Bergen come emporio commerciale, mentre le Orcadi, le Ebridi e l'isola di Man erano più legate all'economia scozzese. Nonostante i regnanti di Scozia ebbero sempre legami e rapporti con la Scozia scandinava, essi affermarono sempre il loro diritto di sovranità su questi territori. Comunque sia, Haakon riuscì nell'impresa di ottenere il maggior controllo su Orcadi, Ebridi e Man da parte del Regno di Norvegia fin dai tempi di Magnus III. Il primo a chiedere le isole a Haakon fu re Alessandro II di Scozia il quale si propose di acquistarle, malgrado Haakon rifiutò. Dopo la morte di Alessandro II, suo figlio, Alessandro III continuò la politica espansionistica del padre e, dapprima, mandò ambasciatori alla corte di Norvegia nel 1261, e dopo poco attaccò le isole Ebridi.
Le dispute con il re di Scozia spinsero Haakon a intraprendere una spedizione verso le Ebridi nel 1263, dopo che l'anno prima gli giunse la notizia dei raid subiti dalle forze scozzesi. Partì così con la sua formidabile flotta di fyrd composta di almeno 120 navi, ormai abituato ad andare a negoziare con i sovrani ostili presentandosi con la sua enorme flotta per intimidire l'avversario. La flotta lasciò Bergen a luglio e raggiunse le Orcadi e le Ebridi ad agosto, dove si unì ai capitribù delle Ebridi e di Man. I negoziati vennero di proposito prolungati fino a ottobre dagli scozzesi. Aspettarono infatti che il maltempo danneggiasse la flotta norvegese, cosa che avvenne, appunto, all'inizio del mese di Ottobre. Dopo la battaglia di Largs, avvenuta il 2 ottobre 1263, le truppe norvegesi e Haakon furono costretti a ritirarsi per l'inverno nelle Orcadi. Una delegazione irlandese corse in aiuto di Håkon offrendosi di fornirgli una flotta per tutto l'inverno in cambio di aiuto nel liberarsi dal controllo inglese sull'isola, ma Haakon rifiutò questa proposta.
Haakon svernò nelle isole Orcadi presso il palazzo del vescovo di Kirkwall pianificando di continuare la guerra in primavera. Durante la permanenza a Kirkwall, però, Haakon si ammalò e morì in poche ore il 16 dicembre 1263. Una gran parte della flotta era stata dispersa e distrutta dalle tempeste. Håkon venne sepolto per l'inverno nella cattedrale di San Magnus a Kirkwall. Quando venne la primavera il corpo venne riesumato e riportato in Norvegia, dove fu sepolto nel duomo di Bergen. Questa cattedrale fu demolita nel 1531 a seguito della Riforma protestante, malgrado oggi il sito sia ricordato da un monumento commemorativo.
Sul letto di morte Håkon dichiarò che conosceva solo un figlio che fosse ancora in vita, Magnus, che poi gli successe come re.

## Discendenza
Haakon ebbe due figli illegittimi dalla sua amante Kanga la giovane, di cui si conosce solo il nome, prima del 1225 che furono:
- Sigurd (prima del 1225-1254);
- Cecilia (prima del 1225-1248) sposò il Lendmann Gregorius Andresson, nipote dell'ultime re dei bagler Philip Simonsson nel 1241. Divenne vedova nel 1246 e si risposò con Harald Olafsson re del Regno dell'isola di Man nel 1248. Morirono entrambi nello stesso anno in un viaggio di ritorno dalla Gran Bretagna diretti a Bergen in Norvegia.La nave affondò a sud delle isole Shetland, con a bordo anche alcuni importanti dignitari di corte. Il relitto venne successivamente sospinto sulla costa dalle mareggiate.

Dalla moglie Margrét Skúladóttir, appartenente alla dinastia di Godwin, ebbe:
- Olav (1226-1229) morto in infanzia;
- Haakon (1232-1257) si sposò con Rikissa Birgersdotter, figlia del conte svedese Birger Magnusson, nel 1251. Fu dichiarato erede al trono dal padre nel 1240 ma morì prima di lui;
- Cristina (1234-1262) si sposò con Filippo di Castiglia, fratello del re Alfonso X di Castiglia, nel 1258 ma morì pochi anni dopo;
- Magnus (1238-1280) sposò Ingeborg, figlia di Enrico IV di Danimarca nel 1261. Divenne erede al trono e co-regnante di Haakon dopo la morte del fratello maggiore Haakon il giovane. Divenne Re di Norvegia nel 1263 dopo la morte del padre.

## Ascendenza
|                        |   |                      | Genitori |  |  | Nonni |  |  | Bisnonni              |  |  | Trisnonni             |  |
|                        |   |                      |          |  |  |       |  |  | Sigurd II di Norvegia |  |  | Harald IV di Norvegia |  |
|                        |   |                      |          |  |  |       |  |  | Sigurd II di Norvegia |  |  | Harald IV di Norvegia |  |
|                        |   | Thora Guttermsdotter |          |  |  |       |  |  | Sigurd II di Norvegia |  |  |                       |  |
| Sverre I di Norvegia   |   |                      |          |  |  |       |  |  | Sigurd II di Norvegia |  |  |                       |  |
|                        |   | Gunnhild             | …        |  |  |       |  |  |                       |  |  |                       |  |
|                        |   | Gunnhild             | …        |  |  |       |  |  |                       |  |  |                       |  |
|                        |   | Gunnhild             | …        |  |  |       |  |  |                       |  |  |                       |  |
| Haakon III di Norvegia |   | Gunnhild             |          |  |  |       |  |  |                       |  |  |                       |  |
|                        |   | …                    | …        |  |  |       |  |  |                       |  |  |                       |  |
|                        |   | …                    | …        |  |  |       |  |  |                       |  |  |                       |  |
|                        |   | …                    | …        |  |  |       |  |  |                       |  |  |                       |  |
| Astrid Roesdatter      |   | …                    |          |  |  |       |  |  |                       |  |  |                       |  |
|                        |   | …                    | …        |  |  |       |  |  |                       |  |  |                       |  |
|                        |   | …                    | …        |  |  |       |  |  |                       |  |  |                       |  |
|                        |   | …                    | …        |  |  |       |  |  |                       |  |  |                       |  |
| Haakon IV di Norvegia  |   | …                    |          |  |  |       |  |  |                       |  |  |                       |  |
|                        | … | …                    |          |  |  |       |  |  |                       |  |  |                       |  |
|                        | … | …                    |          |  |  |       |  |  |                       |  |  |                       |  |
|                        | … | …                    |          |  |  |       |  |  |                       |  |  |                       |  |
| …                      | … |                      |          |  |  |       |  |  |                       |  |  |                       |  |
|                        |   | …                    | …        |  |  |       |  |  |                       |  |  |                       |  |
|                        |   | …                    | …        |  |  |       |  |  |                       |  |  |                       |  |
|                        |   | …                    | …        |  |  |       |  |  |                       |  |  |                       |  |
| Inga di Varteig        |   | …                    |          |  |  |       |  |  |                       |  |  |                       |  |
|                        |   | …                    | …        |  |  |       |  |  |                       |  |  |                       |  |
|                        |   | …                    | …        |  |  |       |  |  |                       |  |  |                       |  |
|                        |   | …                    | …        |  |  |       |  |  |                       |  |  |                       |  |
| …                      |   | …                    |          |  |  |       |  |  |                       |  |  |                       |  |
|                        |   | …                    | …        |  |  |       |  |  |                       |  |  |                       |  |
|                        |   | …                    | …        |  |  |       |  |  |                       |  |  |                       |  |
|                        |   | …                    | …        |  |  |       |  |  |                       |  |  |                       |  |
|                        |   | …                    |          |  |  |       |  |  |                       |  |  |                       |  |

### Fonti primarie
- Sturla Þórðarson, The Saga of Hakon and a Fragment of the Saga of Magnus with Appendices, in Rerum Britannicarum Medii Ævi Scriptores, traduzione di G.W. Dasent, vol. 88.4, Londra, 1894 [ristampa 1964].

### Fonti secondarie
- (EN) Sverre Bagge, From Gang Leader to the Lord's Anointed, Odense, Odense University Press, 1996, ISBN 87-7838-108-8.
- (EN) G. W. S. Barrow, Kingship and Unity: Scotland 1000-1306, Edimburgo, Edinburgh University, 1981, ISBN 978-0-7486-0104-2.
- (EN) T. K. Derry, A history of Scandinavia: Norway, Sweden, Denmark, Finland, and Iceland, University of Minnesota, 2000, ISBN 978-0-8166-3799-7.
- (NO) Knut Helle, Under kirke og kongemakt: 1130-1350. Aschehougs Norgeshistorie 3, Aschehoug, 1995, ISBN 82-03-22031-2.
- (EN) Rudolf Keyser, Norges historie 2, Oslo, 1870.
- (EN) Suzanne Lewis, The art of Matthew Paris in the Chronica majora, University of California, 1987, ISBN 978-0-520-04981-9.
- (EN) James F. Lydon, The Making of Ireland: From Ancient Times to the Present, Routledge, 1998, ISBN 978-0-415-01348-2.
- (EN) Lester B. Orfield e Benjamin F. Bojer, The Growth of Scandinavian Law, The Lawbook Exchange, 2002, ISBN 978-1-58477-180-7.
- (EN) Joseph F. O'Callaghan, The Norwegian Alliance, in The Learned King: The Reign of Alfonso X of Castile, University of Pennsylvania, 1993,  pp. 202-204.
- (EN) Joseph F. O'Callaghan, The Gibraltar Crusade: Castile and the Battle for the Strait, University of Pennsylvania, 2011, ISBN 978-0-8122-4302-4.
- (EN) Plantagenet Somerset Fry e Fiona Somerset Fry, A History of Ireland, Routledge, 1991, ISBN 978-0-415-04888-0.